# 정욱 (1938년)
정욱(鄭旭, 본명: 정정길, 1938년 5월 5일~)은 대한민국의 배우이다.
1959년에 서라벌예술대학 연극영화학과를 나왔고 같은 해 1959년 연극배우 첫 데뷔하였다. 1965년 MBC 문화방송 라디오 탤런트로 특채되었다. 1년 후 1966년 서울중앙방송(KBS TV의 전신) 공채 탤런트로 선발되었다.
텔레비전 배우 겸 라디오 성우 전운과는 서라벌예대 동기이다.

## 사건·사고 및 논란
2006년 7월 아들이 사장으로 있는 유사수신업체를 통해 다단계 방식으로 투자자를 모아 투자금을 유치한 혐의로 불구속 기소되었다. 이 과정에서 그의 아들도 구속 기속되었다. 서울중앙지방법원은 2007년 2월 7일에 열린 재판에서 정욱에게 징역 3년에 집행유예 5년을 선고받았으며, 그의 아들에게는 징역 6년을 선고했다. 이를 계기로 KBS·EBS·MBC로부터 출연 정지 연예인 명단에 올랐다.

## 출연작

### 드라마
- 1973년~1983년: MBC 드라마 《113 수사본부》 ... 정 수사관 역
- 1973년: MBC 일일연속극 《민비》 ... 고종 역
- 1976년: MBC 어린이드라마 《철이의 모험》
- 1977년: MBC 주말연속극 《후회합니다》 ... 이강우 역
- 1978년 MBC 일일연속극 《연지》 ... 이방원 역
- 1979년: MBC 6.25 특집드라마 《최후의 증인》 ... 손지혜 부친 역
- 1980년: MBC 드라마 《전원일기》 - 각종 단역
- 1981년: MBC 일일연속극 《교동 마님》
- 1981년: MBC 드라마 《한강》
- 1981년: MBC 정치드라마 《제1공화국》 ... 인촌 김성수 역
- 1982년: MBC 6.25 특집드라마 《포로들》 ... 군의관 역
- 1982년: MBC 월화드라마 《이용익》 ... 고종 역
- 1982년: MBC 목금드라마 《황진이》 ... 서경덕 역
- 1983년: MBC 월화드라마 《야망의 25시》 ... 재벌 총수 역
- 1983년: MBC 특집드라마 《다산 정약용》 ... 정약용 역
- 1983년: MBC 월화드라마 《조선왕조 오백년 - 뿌리깊은 나무》 ... 박연 역
- 1984년: MBC 월화드라마 《조선왕조 오백년 - 설중매》 ... 제안대군 역
- 1985년: MBC 주말연속극 《아무렴 그렇지, 그렇고 말고》
- 1985년: MBC 6.25 특집드라마 《영웅시대》
- 1985년: MBC 8.15 특집드라마 《아! 내 고장》
- 1986년: MBC 미니시리즈 《첫사랑》
- 1986년: MBC 월화드라마 《조선왕조 오백년 - 남한산성》 ... 청음 김상헌 역
- 1987년: MBC 주말연속극 《사랑과 야망》 ... 재벌회장 역
- 1987년: MBC 미니시리즈 《야호》
- 1987년: MBC 미니시리즈 《산하》
- 1987년: MBC 미니시리즈 《딸아》
- 1988년: MBC 미니시리즈 《그것은 우리도 모른다》
- 1988년: MBC 베스트셀러극장 《어머니의 성》
- 1988년: MBC 수목드라마《조선왕조 오백년 - 한중록》 ... 홍봉한 역
- 1989년: KBS 6.25 특집극 《지리산》 ... 하영근 역
- 1989년: KBS 주말연속극 《사랑의 굴레》 ... 정 상무 역
- 1989년: MBC 정치드라마 《제2공화국》 ... 삼성그룹 이병철 회장 역
- 1990년: MBC 대하드라마 《조선왕조 오백년 - 대원군》 ... 김좌근 역
- 1990년: MBC 청춘드라마 《우리들의 천국 2기》
- 1990년: KBS 주말연속극 《야망의 세월》 ... 제 5,6,7,8,9대 대통령 박정희 역
- 1991년: KBS 월화드라마 《3일의 약속》 ... 재미교포 의사 정동규 역
- 1992년: MBC 미니시리즈 《약속》
- 1992년: SBS 월화드라마 《금잔화》
- 1992년: MBC 8.15 특집드라마 《춘원 이광수》 ... 도산 안창호 역
- 1993년: KBS 아침연속극 《서 있는 여자》
- 1993년: MBC 드라마 《제3공화국》 ... 삼성그룹 이병철 회장 역
- 1994년: MBC 미니시리즈 《마지막 승부》 ... 한영대학교 정도일 총장 역
- 1994년: KBS 일일연속극 《밥을 태우는 여자》
- 1994년: SBS 수목드라마 《이 남자가 사는 법》
- 1994년: MBC 동학혁명 100주년기념 특별기획드라마 《새야 새야 파랑새야》
- 1995년: KBS 대하드라마 《김구》 ... 이승만 역
- 1995년: KBS 일일연속극 《내 사랑 유미》
- 1995년: MBC 주말연속극 《사랑과 결혼》
- 1995년: MBC 미니시리즈 《호텔》 ... 임 회장 역
- 1995년: SBS 창사 5주년 특별기획드라마 《코리아게이트》 ... 이후락 제6대 중앙정보부장 역
- 1995년: SBS 특별기획드라마 《아스팔트 사나이》 ... 기룡자동차 한만석 회장 역
- 1996년: MBC 일일연속극 《자반고등어》
- 1996년: KBS 주말연속극 《첫사랑》
- 1996년~1997년 KBS 아침드라마 《유혹》
- 1997년: MBC 미니시리즈 《의가형제》 ... 강릉병원장 김광림 역
- 1997년: KBS 드라마 《댁의 딸 우리아들》
- 1997년: MBC 주말연속극 《신데렐라》 ... 준석 부 역
- 1997년: KBS 수목드라마 《그대 나를 부를 때》 ... 오만호 역
- 1997년 KBS 송년특집드라마 《끝의 시작》
- 1998년 KBS 월화드라마《진달래꽃 필 때까지》... 황장엽 역
- 1998년: MBC 일일연속극 《보고 또 보고》 ... 정한채 사장 역
- 1999년: MBC 창사38주년 특별기획드라마 《허준》 ... 내의원 의관 김민세 (삼적대사) 역
- 1999년: KBS 송년특집드라마 《슬픈 유혹》
- 2000년: MBC 미니시리즈 《진실》 ... 이택중 의원 역
- 2001년: KBS 미니시리즈 《귀여운 여인》 ... 김 회장 역
- 2001년: MBC 주말연속극 《그 여자네 집》 ... 오성 그룹 이동철 회장 (영채 시할아버지 준희 조부 역
- 2002년: KBS 대하드라마 《제국의 아침》 ... 탄문 역
- 2002년: SBS 주말극장 《흐르는 강물처럼》
- 2002년: MBC 수목미니시리즈 《삼총사》 ... 이대영 회장 역
- 2003년: MBC 월화미니시리즈 《다모》 ... 정필준 역
- 2004년: KBS 대하드라마 《불멸의 이순신》 ... 센노리큐 역
- 2004년: KBS 《부모님전상서》
- 2004년: MBC 창사43주년 특별기획 대하드라마 《영웅시대》 ... 대한그룹 국대호 회장 역
- 2004년: MBC 창사특집극 《우리가 물이 되어》 ... 정만 역
- 2005년: SBS 특별기획드라마 《온리 유》 ... 한승렬 역
- 2005년: KBS 월화미니시리즈 《그녀가 돌아왔다》 ... 김수엽 역
- 2005년: SBS 특별기획드라마 《서동요》 ... 위덕왕 역
- 2006년: SBS 드라마 《어느날 갑자기》 ... 고준식 역
- 2012년: MBC 주말연속극 《무신》 ... 정숙첨 역
- 2015년: MBC 주말연속극 《여자를 울려》 ... 백회장 역
- 2023년: JTBC 주말드라마 《대행사》

### 영화
- 1969년: 《겨울부인》
- 1974년: 《유관순》
- 1974년: 《국회 푸락치》
- 1985년: 《그것은 밤에 이뤄졌다》
- 1993년: 《뽕띠》
- 1996년: 《1996 뽕》
- 1999년: 《자귀모》
- 2000년: 《길모퉁이》
- 2003년: 《4인용 식탁》
- 2004년: 《가족》
- 2005년: 《핑구어리》
- 2005년: 《미스터 소크라테스》
- 2006년: 《생날선생》
- 2006년: 《중천》
- 2006년: 《백만장자의 첫사랑》

### 뮤직비디오
- 2003년: 포지션 - Desperado

## CF
- 1980년 쌍방울 쌍방울 디럭스 60
- 1981년 쌍방울 쌍방울 100수 메리
- 1985년 동성제약 와까모도
- 1988년 일성신약 캐시딘
- 1988년 아모레퍼시픽 설록차
- 1989년 롯데푸드 구구 크러스터, 아모레퍼시픽 리도 콜게이트 타타르 치약
- 1989년~1990년 SK하이닉스 (팩시밀리, 컴보이, 슈퍼 286 컴퓨터, 무선 전화기 《Feat. 윤미라》)
- 1991년 녹십자 한타박스
- 1992년 동화약품 락테올

## 특이사항
그는 삼성그룹 이병철 회장 전문배우이기도 하다.

## 가족
- 자녀: 정유찬(차남)